# Kristina Larsen
Pour les articles homonymes, voir Larsen.
Kristina Larsen, née le 1er décembre 1968, est une productrice de cinéma française.

## Biographie
Journaliste puis rédactrice dans la presse écrite (Globe, Globe Hebdo, Première, groupe Marie Claire) dès 1986, Kristina Larsen est appelée en septembre 2005 par Bernard-Henri Lévy et François Pinault pour diriger les Films du Lendemain dont ils sont actionnaires. Elle parvient à les convaincre d’entrer en co-production et de finir Lady Chatterley, de Pascale Ferran, dont le tournage est interrompu et la production en sinistre. Le film obtient 10 nominations aux Césars, remporte le César du meilleur film en 2007 et est sélectionné au Festival de Berlin. Il fera 450 000 entrées.[réf. souhaitée]
Par la suite, Kristina Larsen produira les films de Bertrand Bonello, Cédric Kahn, Lou Ye, Benoit Jacquot et collaborera aussi avec d’autres réalisateurs, notamment Hou Hsiao-hsien, Jacques Doillon, Gilles Bourdos, Jean-Paul Salomé, Olivier Peyon, Hélène Zimmer, Olivier Ducastel et Jacques Martineau, Hippolyte Girardot et Nobuhiro Suwa, Alexandros Avranas, Haim Tabakman…
Bernard-Henri Lévy et François Pinault lui cèdent les Films du Lendemain en décembre 2013 pour un euro symbolique. Elle en est aujourd’hui la présidente du conseil d'administration et la productrice. 
Elle a fondé en juin 2020 une deuxième société de production de long-métrage de documentaires cinéma, Madison Films. Avec Madison Films, elle continue l'aventure entamée aux Films du Lendemain à travers un cinéma d'auteur à la fois engagé et populaire. Elle travaille depuis avec Claire Simon, Sylvain Desclous, Leonardo Di Costanzo, et Saïd Hamich.   
Elle fait partie du bureau de l’UPC (Union des producteurs de Cinéma).

## Filmographie (sélection)
- 2005 : Gradiva d'Alain Robbe-Grillet; American Vertigo de Bernard-Henri Lévy
- 2006 : Lady Chatterley de Pascale Ferran
- 2008 : De la guerre de Bertrand Bonello;
- 2008 : Le Voyage du ballon rouge de Hou Hsiao-hsien
- 2009 : Yuki et Nina d'Hippolyte Girardot et Nobuhiro Suwa
- 2009 : Les Regrets de Cédric Kahn
- 2010 : L'Arbre et la Forêt d'Olivier Ducastel et Jacques Martineau
- 2010 : Yves Saint Laurent - Pierre Bergé, l'amour fou de Pierre Thoretton
- 2011 : L'Apollonide : Souvenirs de la maison close de Bertrand Bonello
- 2011 : Love and Bruises de Lou Ye
- 2012 : Les Adieux à la reine de Benoît Jacquot
- 2012 : Une vie meilleure de Cédric Kahn
- 2013 : Les Derniers Jours de David Pastor et Àlex Pastor
- 2014 : Vie sauvage de Cédric Kahn
- 2014: Blind Massage de Lou Ye
- 2015 : Journal d'une femme de chambre de Benoît Jacquot
- 2015 : À 14 ans d'Hélène Zimmer
- 2016 : Le Secret des banquises de Marie Madinier
- 2017 : Espèces menacées de Gilles Bourdos
- 2017: Love me not, d'Alexandro Avranas
- 2017 : Rodin de Jacques Doillon
- 2018: Dernier Amour, de Benoit Jacquot
- 2019: La Daronne, de Jean-Paul Salomé
- 2021: Une autre idée du monde, de Bernard-Henri Lévy
- 2021: Suzanna Andler, de Benoit Jacquot
- 2021 : Tokyo Shaking d'Olivier Peyon
- 2022 : Par cœurs de Benoît Jacquot
- 2023 : Notre corps de Claire Simon
- 2023 : Une Famille de Christine Angot
- 2024 : Apprendre de Claire Simon
- 2024 : Le Système Victoria de Sylvain Desclous